# Kink.com
Kink.com（キンクドットコム）は、アメリカ合衆国カリフォルニア州サンフランシスコに拠点を置くインターネットポルノウェブサイトの運営会社。BDSMとそれに関連するフェティシズムを専門とする。「Kink.com」は、Kink Studios、LLC、Hogtied.com、Behindkink.com と共に、撮影スタジオを運営する親会社の Cybernet Entertainment LLC, の商号となっている。

## 設立

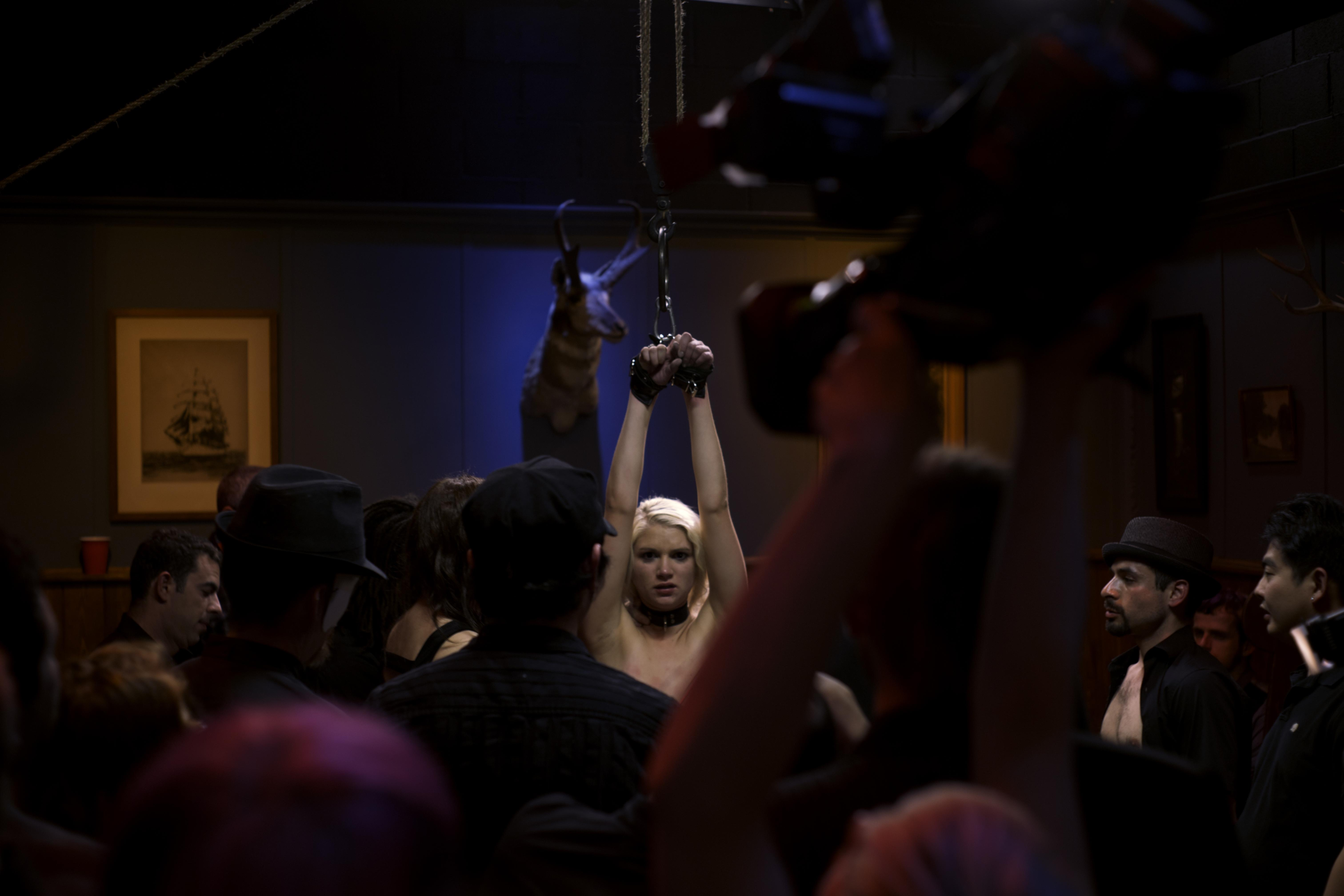
Public Disgrace（公開恥辱）の撮影風景（2011年）

Kink.comは1997年に、当時コロンビア大学で金融の博士号を取得していたイギリス出身のピーター・アクワース（Peter Acworth）によって設立された。アクワースはイギリスのタブロイド紙で、インターネットポルノのウェブサイトを立ち上げて短期間で24万ポンドを稼いだ消防士についての話を読み、自身でポルノサイトを設立することを決めた。彼はかねてよりボンデージに関心を抱いていたため、サイトの方向をBDSMと定めた。設立したサイトの名はHogtied.comで、当初は他の一次生産者からライセンス供与されたコンテンツを提供していた。サイトは成功してすぐに1日当り数千ドルの利益を上げるに至り、アクワースは大学院の研究を離れて、常勤でサイトの仕事に従事するようになった。

## サンフランシスコ武器庫の買収
1998年にアクワースは会社をニューヨークからサンフランシスコへ移転した。彼は他のサイトで同じコンテンツが使用されているために売上が横這いになっていることに気付き、独自のコンテンツを製作し始めた。当初はアクワース自身が、Craigslistや写真家の友人を通して集めた様々なモデルを使用していた。
2000年には同社の2番目のサイトであるFucking Machinesが開設され、それ以来26の定額制ウェブサイトが開設されている。
Kink.com傘下にある幾つかのサイトは、2005年にアメリカ政府の圧力のためにInsexが閉鎖された後に移ってきたディレクターを呼び物としているが、Insexがそれによって知られていたよりも、合意の基に行うことに焦点を当てている。

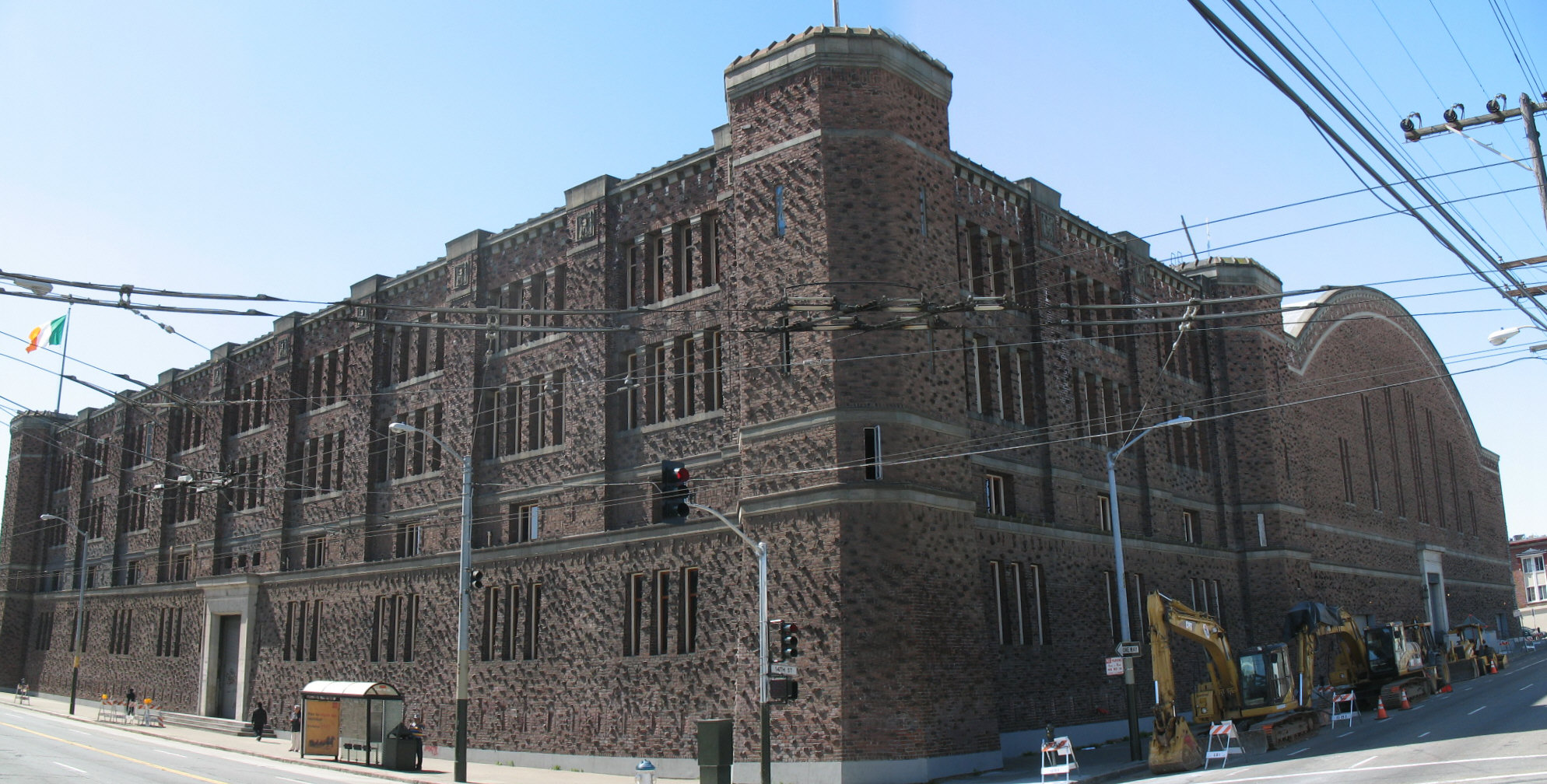
サンフランシスコ武器庫の外観

2006年にKink.comは、制作スタジオとして利用するために、「サンフランシスコ武器庫（San Francisco Armory）」を1,450万ドルで購入した。しかしKink.comによる建物の使用に反対して、「Mission Armory Community Collective」として知られるグループが結成され、2007年2月初旬には建物の前で抗議活動が行われた。
そんな中で、マンション建設のために建物の一部を取り壊す計画が持ち上がり、この出来事が、歴史的建造物の外観を変えることなく地域を経済的に活性化させる、Kink.comによる歴史的建造物の保存を歓迎する支持者を生んだ。
サンフランシスコ市長のギャビン・ニューサムもKink.comによる武器庫の購入に懸念を表明し、2007年3月に、サンフランシスコ計画委員会の特別会議を開催して、建物の利用方法を検討した。この会議には、Kink.comによる購入の支持者と反対者の両方が出席した。反対者の一人である反ポルノ運動家のメリッサ・ファーリーは、Kink.comが作成した画像をアブグレイブ刑務所における捕虜虐待の画像と比較し、購入に対して意見を述べた。
サンフランシスコ計画委員会は最終的に、Kink.comは法律や土地区画規制に違反していないと判断した。
Kink.comは、その活動は周辺から見えることはないと述べたが、近隣のDVシェルターであるLa Casa de las Madresは、Kink.comの存在がメディアによって精査されたため、移転することを発表した。
Kink.comは、武器庫を独自のコンテンツ制作に利用することに加えて、歴史的建造物の空間を地元の独立した映画製作者に貸し出し、ポルノ以外の物語の映画やビデオの撮影場所としての使用に供している。
2013年までにKink.comは、武器庫の部屋を独立したウェブカメラモデル（カムガール）が借りることのできるウェブカメラスタジオに転換した。2017年1月、Kink.comは、映像製作のための武器庫の使用を中止すると発表した。
2018年、アクワースは武器庫を6,500万ドルで売却した。

## 専門的サイトへ
2007年に同社のウェブサイト「Fucking Machines」は、米国特許商標庁にサイト名への商標の付与を猥褻であるとして拒否され、商標紛争に巻き込まれた。また同年、著作権侵害に対する防禦の一環として、定期的なライブショーのストリーミング配信を開始した。
2008年までには、Kink.com内の「Device Bondage」でライブショーのストリーミング配信が開始され、2008年には性的なレスリング試合を行うサイト「Ultimate Surrender（究極の降伏）」が試合のライブストリーミング配信を開始した。
2008年、同社はウェブサイトにオンデマンド技術を追加し、厳密な月額制ではない、エピソードごとの販売を開始した。後にはこのシステムに、ドイツの雑誌「Marquis」からのコンテンツも追加されている。

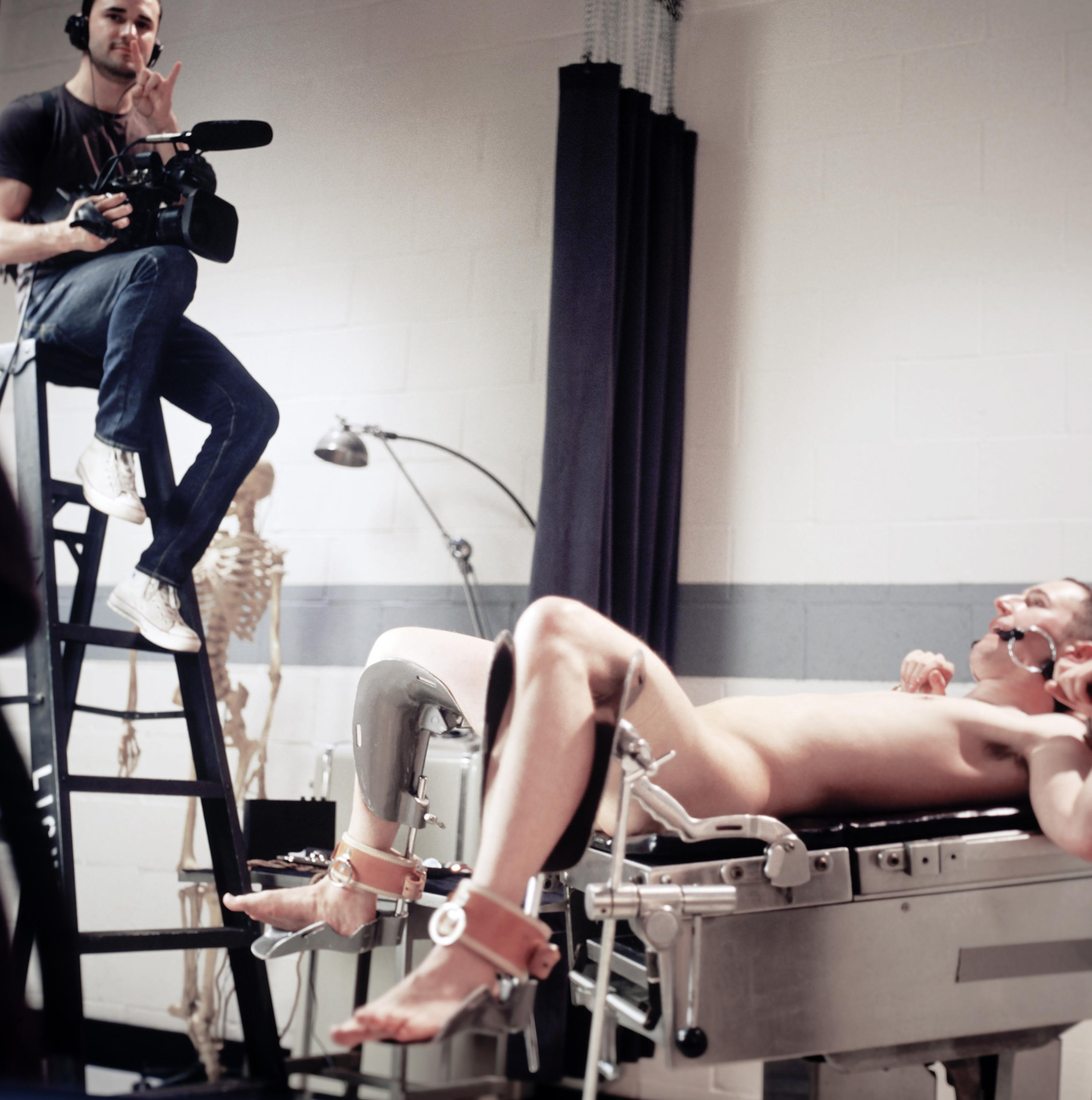
ゲイ向けブランドBound Godsの撮影風景（2011年）

また同年、同社はヴァン・ダークホーム（Naked Kombatのディレクターも務めている）が監督するゲイのボンデージサイトである「Bound Gods（縛られた神々）」というサイトを立ち上げた。「Bound Gods」は、ゲイ専門として成立された新しい部門、「KinkMen.com」の下で立ち上げられた。
2014年に同社は、「Public Disgrace」と「Bound in Public」の動画の撮影を停止することを発表した。同時に「Hardcore Gangbangs」をリニューアルし、女性参加者が架空の設定の上で参加していることをより明確にする。また、「人間の性の謎を解き明かす」ことを目的とした教育活動を強化し、一般の人々を武器庫（現場の意）へ招き入れると発表した。
2022年時点で、会社のメイン・ネットワークは90チャンネルを超え、その内の27チャンネルは9つのスタジオによるKink.comへの独占配信となっており、世界で最も強大なフェティッシュ専門ネットワークの一つになっている。
2022年10月、Kink.comはKinkMenについてネットワークの中で独立した有料ウェブサイトを設立。パフォーマーたちは変態的な嗜好を持つ男性達で固められ、ドミニク・パシフィコやミカ・マルティネスといった監督を揃えた

## 映画
2013年には同社のドキュメンタリー映画『Kink』(英語版)が制作された。

## 賞のノミネート

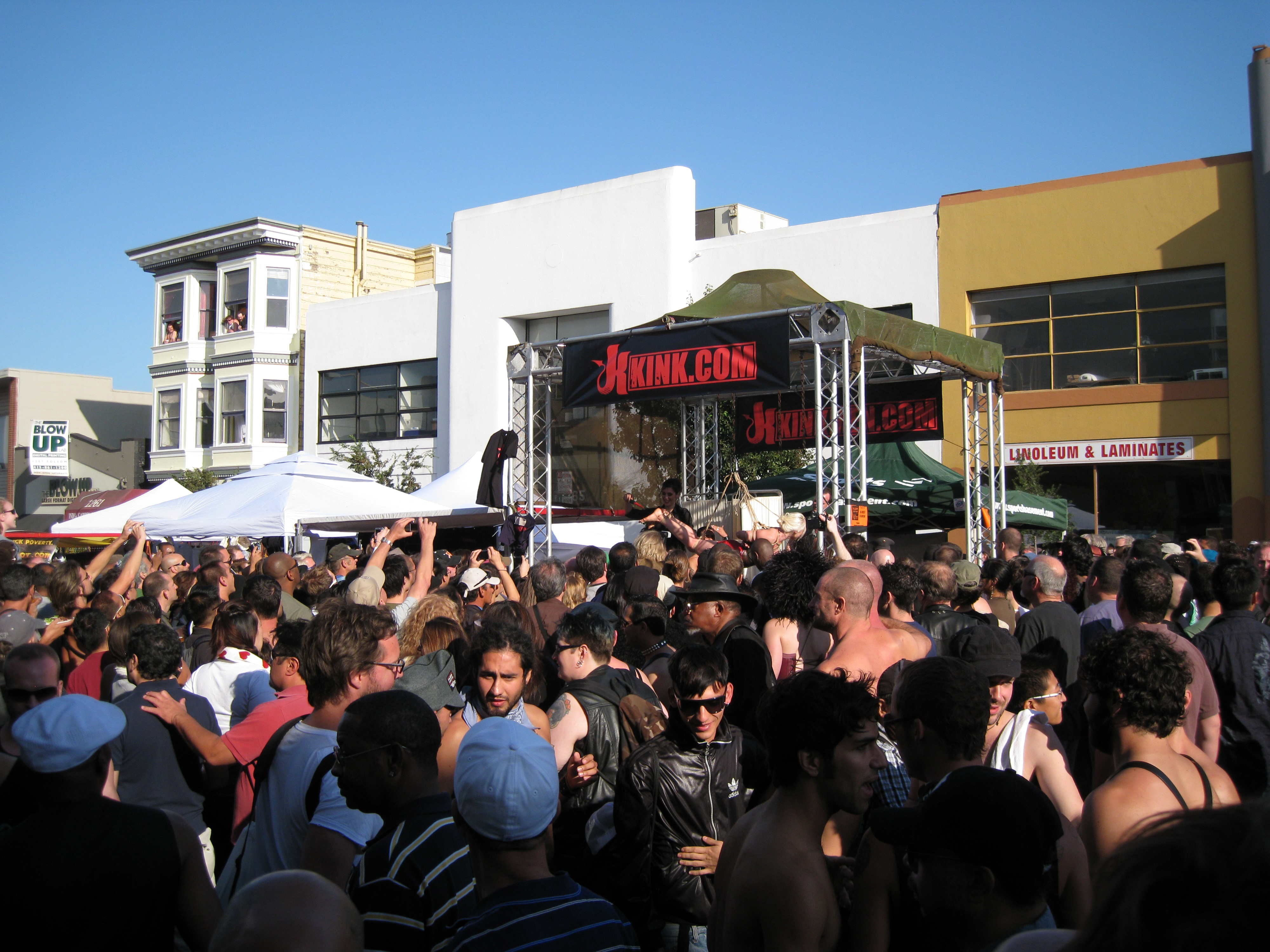
フォルサム・ストリート・フェアに於けるKink.comのブース（2008年）

- 2008年、AVNアワードの新しい部門「Best Adult Web Site」にノミネートされた[26]。
- 2010年、XBIZ賞で「革新的な企業」としてノミネートされた[27]。

## 受賞
- 2009 XBIZ Award - FSC Leadership Award[28]
- 2009 XBIZ Award - Original Web Content[28]
- 2011 AVN Award - Best Alternative Web Site[29]
- 2012 XBIZ Award - Fetish Studio of the Year[30]
- 2013 XBIZ Award - Specialty Site of the Year[31]
- 2013 AVN Award - Best Alternative Website[32]
- 2014 AVN Award - Best Alternative Web Site[33]
- 2014 AVN Award - Best Web Premiere - Public Disgrace 31515[33]
- 2014 XBIZ Award - Specialty Site of the Year[34]
- 2014 XBIZ Award - BDSM Site of the Year (DivineBitches.com)[34]
- 2015 XBIZ Award - Adult Site of the Year - BDSM[35]
- 2015 CyberSocket Web Award - Best Hardcore/Fetish Site (KinkMen.com)[36]
- 2016 XBIZ Award - Adult Site of the Year - BDSM[37]
- 2016 CyberSocket Web Award - Best Hardcore/Fetish Site (KinkMen.com)[38]
- 2016 TEA Award - Best Scene (Yasmin Lee and Lucas Knight on TS Seduction)[39]
- 2016 AVN Award - Best Alternative Website[40]
- 2017 AVN Award - Best BDSM movie - Deception: A XXX Thriller[41]
- 2017 AVN Award - Best Alternative Website[41]
- 2017 XBIZ Award - Adult Site of the Year — BDSM[42]
- 2017 TEA Award - Best Scene (Threesome with Aubrey Kate, Will Havoc, and Phoenix Marie on TS Seduction)[43]
- 2017 StorErotica Award - Fetish Company of the Year (Kink by Doc Johnson)[44]
- 2017 Adultex Award - Best Fetish/Alternate Product Range (Kink by Doc Johnson)[45]
- 2018 XBIZ Award - BDSM Site of the Year[46]
- 2018 XBIZ Award - BDSM Release of the Year (Whipped Ass 21: Masochistic MILFs)[46]
- 2018 XBIZ Award - Fetish Product/Line of the Year (Kink by Doc Johnson)[46]
- 2018 StorErotica Award - BDSM Product of the Year (Power Banger Sex Machine, Kink by Doc Johnson)[47]
- 2018 CyberSocket Web Award - Best Hardcore/Fetish Site (KinkMen)[48]
- 2018 ナイトムーヴス賞 - Best Fetish/Taboo/Specialty Release (Hardcore Gangbang Parodies #3)